# 尼可斯·卡赞扎基斯
尼可斯·卡赞扎基斯（希臘語：Νίκος Καζαντζάκης，1883年2月18日—1957年10月26日），希腊小说家，诗人，散文和游记作家，记者。其一生游历各国，受到古希腊文化、天主教、佛学和共产主义等多种思想的影响。其长诗《奥德赛：现代续篇》气势磅礴，内容庞杂。《希腊人卓尔巴》与《自由或死亡》两篇小说写克里特岛的风土人情，颂扬了当地居民积极向上的生活态度。小说《基督的最后诱惑》则因描绘了一个与传统观点不同的耶稣引起极大的争议。

## 生平

### 早年
尼可斯·卡赞扎基斯生于克里特岛的伊拉克利翁，父亲米哈里斯·卡赞扎基斯是个农产品和葡萄酒商人。当时的伊拉克利翁仍处于奥斯曼帝国统治之下，尚未加入希腊。1889年，克里特岛希望摆脱奥斯曼帝国统治的起义失败，卡赞扎基斯家到希腊本土避难半年。1897-1898年克里特岛再次发生起义，卡赞扎基斯被家人送到纳克索斯岛，进入一家法国天主教僧侣开设的学校就读，学会了法语，了解了天主教教义。1902年他进入雅典大学攻读法律，1906年毕业。1907年他的《破晓》一剧上演，引起了强烈反响。同年10月在文坛崭露头角的卡赞扎基斯前往巴黎进修。
1908年卡赞扎基斯修了哲学家亨利·柏格森的课程，受到他的生命哲学和尼采哲学的影响。1909年完成了关于尼采的毕业论文。回国后，他参加了教育协会的组织工作，努力推广现代希腊语，同时将西欧哲学著作比如柏格森的《笑》翻译成希腊语。1911年结婚。1912年第一次巴尔干战争爆发，他自愿入伍，被安排驻守总理埃莱夫塞里奥斯·基里亚科斯·韦尼泽洛斯的官邸。1914年他结识了诗人安格鲁斯·西凯里阿诺斯，两人结伴到阿索斯山寻访修道院，经历了四十天的修行生活，后又一起周游希腊朝圣，期间阅读了但丁的《神曲》、佛学著作、和托尔斯泰的著作。

## 参与政治与游历
在俄国内战中，希腊政府支持白军，俄国政府于1919年宣布驱逐高加索地区的十五万希腊人，希腊总理韦尼泽洛斯任命卡赞扎基斯为福利部负责人，安排这十五万难民归国。8月卡赞扎基斯参加了巴黎和会，会后到马其顿地区视察了难民安置工作。1920年他辞去政府职务，在欧洲漫游。1922年卡赞扎基斯在柏林遇到了一个共产党人小组，还写了一部共产主义理论著作《苦行》。1924年从德国回来之后，卡赞扎基斯开始写作他的长篇史诗《奥德赛》。1925年他因共产主义活动被捕，后到苏联和欧洲各地当记者，撰写了多篇游记类文章和政治人物访谈。他曾访问过墨索里尼，也曾撰文介绍约瑟夫·斯大林。
1930年代他将很多经典名著比如《神曲》和《浮士德》翻译成希腊语。1935年卡赞扎基斯曾到日本和中国访问，著有《中日纪行》。曾到西班牙内战战场采访，访问过佛朗哥和乌布穆诺。在第二次世界大战和希腊本土被敌人占领期间，卡赞扎基斯留在希腊埃伊纳岛，一方面翻译《伊利亚特》，一方面计划再写一部长诗，并写了不少剧本，反映了他自己的内心世界。故事都是描写一个孤独的人，自以为了解人生的奥秘。他明知斗争是徒然的，但还必须斗争到底。

## 战后岁月

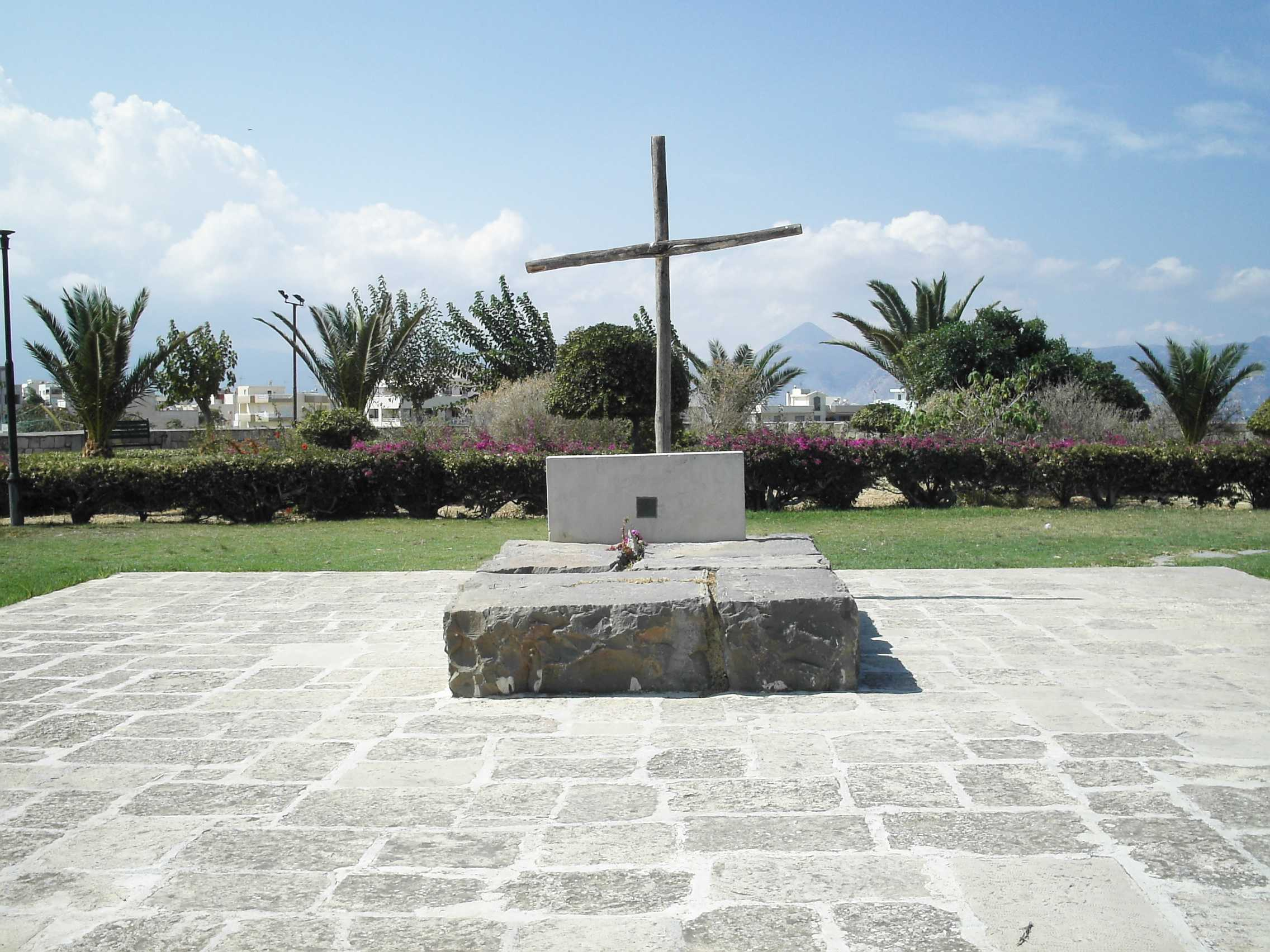
伊拉克利翁的卡赞扎基斯之墓

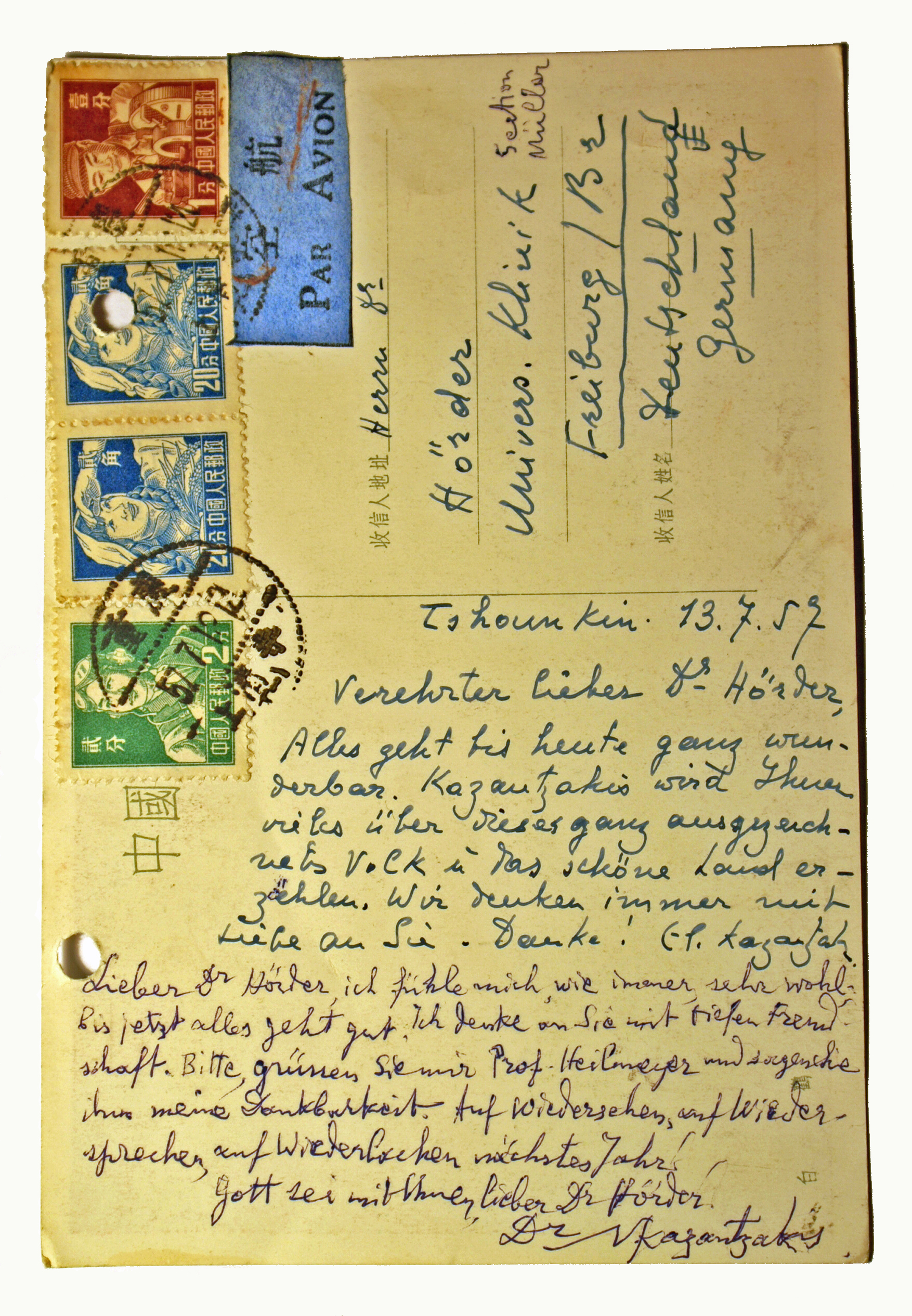

1945年他成为一个代表非共产党的各种左翼力量的小党领导人，进入希腊政府担任不管部长。第二年很多小政党合并，卡赞扎基斯辞去部长职位。1946年卡赞扎基斯完成了他最受欢迎的小说《希腊人卓尔巴》。1947年卡赞扎基斯进入联合国教科文组织任职，从事组织翻译经典著作，促进东西文化交流。第二年他又辞去了职务，客居法国，专注创作以克里特岛为背景的小说，此后进入了小说创作高峰。1953年他完成了《基督的最后诱惑》和《自由或死亡》，前者将耶稣描写为一个普通的有着各种诱惑和烦恼的人，引起了极大的争议。后者则充分表现了克里特岛的风俗和当地居民的精神，受到文学界很高评价。他的作品不断被译为各种文字，使他声名鹊起。
1956年，卡赞扎基斯获得了列宁和平奖金。1957年末，虽然身患重病，他仍接受了中国人民保卫世界和平委员会的邀请，前往中国访问，对中国的新面貌感到震惊，他十分欣赏梅兰芳的表演，曾和周恩来会谈讨论了塞浦路斯问题，并和郭沫若、茅盾等作家交流。由于他即将前往日本，他在广州接种了天花和霍乱疫苗。回到欧洲后注射疫苗的胳膊开始肿胀，治疗后境况好转。他希望以在中国的经历写一部《二十年后》，却因亚洲感冒在弗赖堡去世。由于希腊正教会禁止他葬入公墓，他被葬于出生地伊拉克利翁，墓志铭是 “我一无所求，我一无所惧，我是自由的”

## 主要作品

### 小说
- 《毒蛇和百合》（1906）。
- 《精通技艺的建筑师》（1909年）
- 《石头园》（1936年）
- 《希腊人左巴》（1946年），以老矿工左巴为主人公。左巴以自己的聪明和勇敢帮助有教养，好沉思的知识分子“老板”建立矿业公司。左巴豪饮、纵欲，毫无顾忌地满足自己的欲望。在左巴的影响下，“老板”背弃了自己的禁欲主义，理解了生命是什么。作者通过左巴的形象，热情地赞颂了克里特岛劳动者身上所蕴含的创造力[4]。
- 《米哈伊队长》又译《自由与死亡》（1953）主题为克里特岛发生的起义，米哈伊队长的原型即为其父亲米哈伊·卡赞扎基斯。小说人物众多，且处于不同阶层和阵营，却个个生动自然，有血有肉。托马斯·曼认为荷马的精神在卡赞扎基斯的著作中复活了[5]。
- 《基督的最后诱惑》（1954年），由平民生活开始讲述耶稣基督的一生，书中将耶稣描写成一个凡人，描写了他的各种欲望和受到的诱惑。其中不同于传统宗教观点的新视角和对性欲的描写引起了极大争议。不久，梵蒂冈宣布《基督的最后诱惑》为天主教禁书。1955年在国王的干涉下，此书才可以在希腊发行[3]。

### 诗歌
- 《奥德赛：现代续篇》（1938）是荷马史诗《奥德赛》的续篇，十五年间改写了9次才出版。史诗描写英雄奥德修斯重返家园后又出外漫游：到斯巴达带走海伦，到克里特岛发动政变，又到埃及参加了工人革命，去高山上修道，建立了一个乌托邦，在漫游中他遇到各种象征性人物，最后死在南极，灵魂升天。长诗既反映了作者的生活经历，又包含了深刻的哲学思想。希腊小说家，他的传记作者潘德里斯·普莱维拉基斯称之为“这是一次记录他深邃哲学思想的超人努力”。

### 散文和游记
- 《苦行》（1927,1945年修改）是卡赞扎基斯哲学思想的集中表达。
- 《中日纪行》（1938）
- 《英国游记》（1941）